# Anton Teyssen

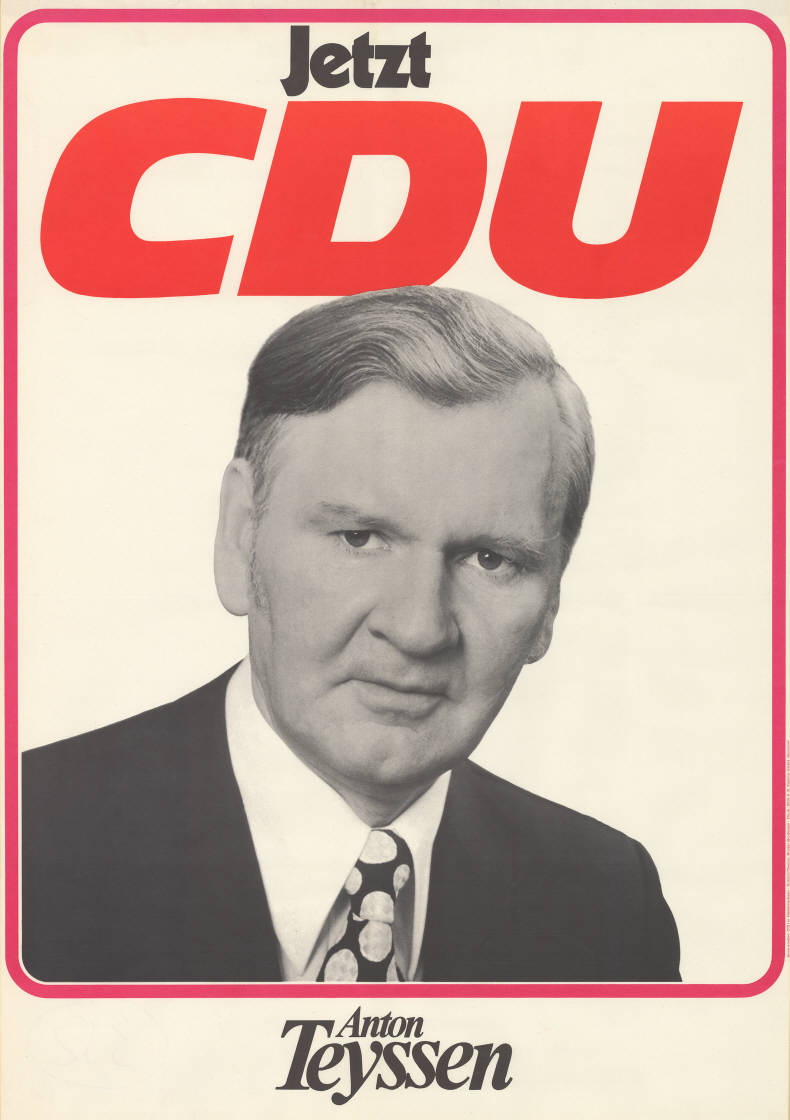
Kandidatenplakat zur Landtagswahl in Niedersachsen 1974

Anton Teyssen (* 6. November 1922 in Emden; † 12. Oktober 2003 in Bremen) war ein deutscher Pädagoge, Politiker (CDU) und ab 1974 Mitglied des Niedersächsischen Landtages.

## Leben
Anton Teyssen wurde als Sohn von Anna Teyssen (geborene Wittkamp) und des Arbeitsamtsdirektors Anton Teyssen geboren. Nach dem Realschulabschluss absolvierte er eine handwerkliche Ausbildung als Zimmermann. Er begann ein Studium der Architektur, das jedoch durch seine Teilnahme am Zweiten Weltkrieg unterbrochen wurde. Er diente als Pionieroffizier, erlitt mehrere Kriegsverletzungen und kehrte als Kriegsversehrter zurück. Er erwarb die Hochschulreife auf dem zweiten Bildungsweg und studierte an der Universität Göttingen in den Jahren 1947 bis 1952 Germanistik, Geschichte und Geographie und absolvierte das erste und zweite Staatsexamen. Er arbeitete am Hildesheimer Gymnasium Josephinum als Studiendirektor, am Staatlichen Studienseminar Hildesheim als Fachleiter für politische Bildung, und beim Hannoverschen Regierungspräsidenten und auf Landesebene als Fachberater für politische Bildung, bis er im Jahr 1974 in den niedersächsischen Landtag gewählt wurde. Darüber hinaus wirkte er bei der Ausarbeitung von Unterrichtsrichtlinien und Begleitmaterialien für niedersächsische Gymnasien mit.
Teyssen war katholisch und heiratete 1954 Mechthild Rohleder, mit der er zwei Kinder (Georg und Stephan) hatte. In die Junge Union (JU) und in die CDU trat er im selben Jahr ein. In der JU wurde er zunächst Landesvorstandsmitglied, später bekleidete er dieses Amt auch in der CDU. Er übernahm der Vorsitz im CDU-Kreis Hildesheim-Stadt und den stellvertretenden Vorsitz im Hildesheimer CDU-Kreisverband. Zudem wirkte er in der Stadttheater Hildesheim GmbH als Aufsichtsratsmitglied. Im Jahr 1958 wurde er in den Rat der Stadt Hildesheim gewählt und wirkte dort bis 2001 als Beigeordneter, Ratsausschussvorsitzender und Vorstandsmitglied der Ratsfraktion der CDU. Im Landkreis Hildesheim war er in den Jahren 1981 bis 1986 Abgeordneter des Kreistages.
Vom 21. Juni 1974 bis 20. Juni 1990 war er Mitglied des Niedersächsischen Landtages (8. bis 11. Wahlperiode). Er übernahm vom 22. Juni 1982 bis 20. Juni 1990 die Position des Schriftführers des Niedersächsischen Landtages und vom 23. Juni 1982 bis 12. Januar 1984 den Vorsitz im Landesausschuss für Wissenschaft und Kunst. Diesen Vorsitz hatte er am 6. Dezember 1983 niedergelegt. Anlass war eine missglückte, sehr umstrittene Rede in der Sitzung des Rates der Stadt Hildesheim am 21. November 1983.
Er zählte zu den 63 Gründungsstiftern des Knochenhaueramtshauses in Hildesheim im Jahr 1995. Für sein über vierzig Jahre lang währendes politisches Wirken erhielt er am 6. November 2002 das Bundesverdienstkreuz. Sein Neffe Johannes Teyssen war Vorstandsvorsitzender der E.ON AG.
Er war Mitglied der katholischen Studentenverbindung KStV Winfridia Göttingen.